# Rivière de l'Épinette Rouge
Rivière de l'Épinette Rouge är ett vattendrag i Kanada.   Det ligger i provinsen Québec, i den östra delen av landet, 600 km nordost om huvudstaden Ottawa.
I omgivningarna runt Rivière de l'Épinette Rouge växer i huvudsak barrskog. Trakten runt Rivière de l'Épinette Rouge är nära nog obefolkad, med mindre än två invånare per kvadratkilometer.